# Ibisi (družina)
Ibisi (znanstveno ime Threskiornithidae) so družina ptičev močvirnikov, v katero uvrščamo 37 vrst, razširjenih po skoraj vsem svetu. Po obliki kljuna in z njim povezanem načinu prehranjevanja ločimo dve poddružini: ibise v ožjem pomenu besede (Threskiornithinae) in žličarke (Plataleinae).

## Opis
So srednje veliki do veliki ptiči z dolgimi, širokimi perutmi in dolgim kljunom, ki je pri ibisih koničast in zakrivljen navzdol, pri žličarkah pa raven in žličasto razširjen na konici. Vsaj obrazni del, pri nekaterih skupinah pa tudi grlo in vrat, so goli. Ibisi imajo običajno bleščeče črno, rjavo ali belo operjenost, pogosto z iridescenčnim leskom, medtem ko so skoraj vse žličarke bele. Letijo z iztegnjenim vratom. Noge so dolge, z delno plavalno kožico med sprednjimi prsti. Zadnji prst je delno zakrnel in izrašča višje.
So monogamni ptiči, ki gradijo gnezda v obliki širokih ploščadi iz vejic, običajno na drevesih ali v grmovju v bližini vode. Samice izležejo 1–7 jajc, nato pa pri skrbi za zarod sodelujeta oba starša.

## Ekologija
Habitat večine vrst so odprta mokrišča, po katerih brodijo in iščejo hrano – raznolike manjše živali od nevretenčarjev, kot so mehkužci, raki, žuželke in razni črvi, do vretenčarskega plena (dvoživke, plazilci, glodavci in ribe). Plen zaznajo z občutljivimi čutnicami za tip v konici kljuna, oblika kljuna pa je prilagojena na način iskanja hrane: ibisi ga zabadajo s konico v blato in iščejo zakopane živali, žličarke pa s priprtim kljunom zamahujejo levo in desno med brodenjem po plitvi vodi ter ga bliskovito zaprejo, ko začutijo plen. Nekatere bolj specializirane vrste namesto odprtih mokrišč iščejo hrano v savanah ali poplavnih gozdovih.
Razširjeni so po vsem svetu, zlasti v tropskih in subtropskih območjih južne poloble, nekatere vrste pa tudi severneje, v območjih z zmernim podnebjem. Slednje se pozimi običajno odselijo južneje.
Približno tretjina vrst je ogroženih v manjši ali večji meri, večina zato, ker jih ljudje motijo med gnezditvijo, druge pa zaradi izsuševanja mokrišč ali onesnaževanja. Med njimi sta klavžar, katerega populacijo ocenjujejo na zgolj nekaj sto odraslih in pritlikavi ibis Bostrychia bocagei, endemit afriškega otoka Sveti Tomaž. Po drugi strani se afriški sveti ibis v zadnjih desetletjih invazivno širi po Evropi, kjer so osebki ušli iz ujetništva ali bili namerno izpuščeni in se začeli uspešno razmnoževati v divjini. Zdaj povzroča skrbi zaradi plenjenja avtohtonih vrst ptic v mokriščih.

## Taksonomija
Znotraj reda močvirnikov so njihovi najbližji sorodniki čaplje. Tradicionalno delitev na ibise v ožjem pomenu besede in žličarke postavlja pod vprašaj sodobna molekularna študija, po kateri so žličarke bolj sorodne ibisom Starega sveta, od katerih se je ob razpadu nadceline Gondvane odcepil klad, zdaj razširjen v Ameriki. Če to drži, je poddružina Threskiornithinae parafiletska in s tem po sodobni filogenetski taksonomiji neveljavna skupina.
Prepoznanih je 37 vrst, ki jih združujemo v 13 rodov:
Družina Threskiornitidae
- Ibisi (poddružina Threskiornithinae)
  - rod Threskiornis
    - sveti ibis (Threskiornis aethiopicus)
    - Threskiornis bernieri
    - †Threskiornis solitarius (izumrl)
    - črnoglavi ibis (Threskiornis melanocephalus)
    - avstralski ibis (Threskiornis molucca)
    - Threskiornis spinicollis

  - rod Pseudibis
    - Pseudibis papillosa
    - Pseudibis davisoni
    - Pseudibis gigantea

  - rod Geronticus
    - klavžar (Geronticus eremita)
    - Geronticus calvus

  - rod Nipponia
    - Nipponia nippon

  - rod Bostrychia
    - Bostrychia olivacea
    - Bostrychia bocagei
    - Bostrychia rara
    - Bostrychia hagedash
    - Bostrychia carunculata

  - rod Theristicus
    - Theristicus caerulescens
    - Theristicus caudatus
    - Theristicus melanopis
    - Theristicus branickii

  - rod Cercibis
    - Cercibis oxycerca

  - rod Mesembrinibis
    - Mesembrinibis cayennensis

  - rod Phimosus
    - Phimosus infuscatus

  - rod Eudocimus
    - Eudocimus albus
    - Eudocimus ruber

  - rod Plegadis
    - plevica (Plegadis falcinellus)
    - Plegadis chihi
    - Plegadis ridgwayi

  - rod Lophotibis
    - Lophotibis cristata
- žličarke (poddružina Plataleinae)
  - rod Platalea
    - žličarka (Platalea leucorodia)
    - Platalea minor
    - afriška žličarka (Platalea alba)
    - kraljeva žličarka (Platalea regia)
    - Platalea flavipes
    - rožnata žličarka (Platalea ajaja)

V Sloveniji se redneje pojavljata plevica in žličarka, obe na selitvi. Sveti ibis je bil prvič opažen leta 2014 v Sečoveljskih solinah, ta zaenkrat najbližje gnezdi na zahodu Italije.